# John Adams (General)

John Adams

John Adams (* 1. Juli 1825 in Nashville, Tennessee; † 30. November 1864 in Franklin, Tennessee) war ein Brigadegeneral der Konföderierten Staaten von Amerika im Sezessionskrieg.

## Leben
Adams wurde als Sohn irischer Einwanderer in Nashville, Tennessee, geboren. Er besuchte ab 1841 die Militärakademie der US Army in West Point, die er 1846 als 25. seines Jahrganges abschloss. Anschließend wurde er als Leutnant (2nd Lieutenant) dem 1. Dragoner-Regiment der regulären US-Armee zugeteilt und kämpfte unter Hauptmann Philip Kearny im Mexikanisch-Amerikanischen Krieg. Am 16. März 1848 wurde er für seine Tapferkeit bei der Schlacht von Santa Cruz de Rosales ausgezeichnet und 1851 zum Oberleutnant befördert. Die Beförderung zum Hauptmann erfolgte 1856. Danach diente er als Rekrutierungsoffizier und als Offizier im Fort Crook in Kalifornien, bis er am 31. Mai 1861 seinen Abschied nahm.
Nach seinem Militärdienst reiste er nach New York, wo er erfuhr, dass General Winfield Scott alle Offiziere der regulären Armee der Konföderierten gefangen nehmen lassen wollte. Hierauf reiste er nach Tennessee, wo er sich als Hauptmann der Kavallerie bewarb. Kurze Zeit später erhielt er ein Kommando in Memphis. Im Mai 1862 wurde er zum Oberst und im Dezember zum Brigadegeneral befördert. Nach dem Tod von General Lloyd Tilghman übernahm er im Mai 1863 das Kommando über dessen Infanterie-Brigade. Bei der Schlacht um Vicksburg (18. Mai – 4. Juli 1863) diente er unter General Joseph E. Johnston, danach unterstützte er General Leonidas Polk in Mississippi und marschierte während des Atlanta-Feldzuges mit ihm nach Resaca, Georgia, wo er in die Tennessee-Armee versetzt wurde. 
In seiner Laufbahn wurde er mehrfach verwundet, ebenso in der Schlacht von Franklin am 30. November 1864, verließ aber nicht das Schlachtfeld. Gegen Abend versuchte er einen Durchbruch durch die Linien der Nordstaaten und wurde hierbei getötet. Adams war einer von sechs Generälen der Konföderierten, die auf dem Schlachtfeld getötet wurden. Sam Watkins erinnerte sich später, dass Adams auf dem Pferd sitzend und durchlöchert beim Überqueren der Brustwehr gestorben war.